# Wilbur Scoville
Pour les articles homonymes, voir Scoville.
 (juin 2009).
Si vous disposez d'ouvrages ou d'articles de référence ou si vous connaissez des sites web de qualité traitant du thème abordé ici, merci de compléter l'article en donnant les références utiles à sa vérifiabilité et en les liant à la section « Notes et références ».
Wilbur Lincoln Scoville, né le 22 janvier 1865 à Bridgeport, au Connecticut, et mort le 10 mars 1942 à Gainesville, en Floride, est un pharmacien américain, principalement connu pour avoir mis au point en 1912 l'échelle qui porte son nom (« The Scoville Organoleptic Test ») mesurant la force des piments.

## Biographie
En 1912, ses travaux le conduisent à étudier la pipérine, qui est la molécule présente dans le poivre et à l'origine de la sensation de piquant. Ce n'est qu'après qu'il s'intéresse à la capsaïcine qui provoque, elle, une sensation de chaleur.
Ses recherches ont été effectuées lors de sa carrière au sein de la société pharmaceutique Parke-Davis de Détroit (fusionnée plus tard avec Pfizer).

## Prix, honneurs et récompenses
De l'American Pharmaceutical Association (APhA) :
- Prix Ebert en 1922.
- Médaille d'honneur de Remington remise en 1929[2] (la plus haute distinction décernée par l'APhA).

Il fut fait docteur honoris causa en sciences de l'université Columbia en 1929.
Il n’a pas obtenu de doctorat lors de ses études, contrairement à certaines informations erronées. À l’époque, les diplômes de pharmacie étaient généralement de niveau licence ou maîtrise. Grâce à ses compétences en chimie et en pharmacologie, il a pu devenir professeur. Ses contributions significatives dans ces domaines lui ont également permis de devenir chercheur.

## Publications
- The Art of Compounding, décliné en huit éditions et livre de référence en pharmacologie jusque dans les années soixante (1895)
- Extract and Perfumes (contenant des tables de multicapteur de formules)